# I-38 (подводная лодка)
I-38 — подводная лодка типа B1 Императорского флота Японии. Построена и введена в строй в 1943 году, служила во время Второй мировой войны, выполняя миссии снабжения в Новогвинейской кампании и кампании на Соломоновых островах, а также осуществляла боевое патрулирование в районе Марианских островов и в Филиппинском море. Погибла в ноябре 1944 г.

## Строительство и ввод в эксплуатацию
I-38 была заложена 19 июня 1941 года на верфи Сасебо, Япония, под названием Подводная лодка № 151, в дальнейшем переименована в I-38. Спущена на воду 15 апреля 1942 года и временно присоединен к военно-морскому округу Куре.Вступила в строй 31 января 1943 года.

## История службы
После ввода в эксплуатацию I-38 была официально прикреплена к военно-морскому округу Куре и находилась в составе эскадры подводных лодок Куре. Участвовала в испытаниях нового типа мелководной торпеды во Внутреннем Японском море. После этого она провела испытания новой транспортной системы «Унпото» — 21-метровой баржи, способной перевозить до 15 тонн груза, обычно в виде трех 150-мм гаубиц Тип 96 и боеприпасов к ним. I-38 стала первой японской подводной лодкой, оснащенной оборудованием для перевозки «Унпото». 1 апреля 1943 года её направили в 11-ю эскадрe подводных лодок для доработки.
После завершения доработки 30 апреля 1943 г. I-38 была переведена в 15-й дивизион 1-й эскадры подводных лодок. 8 мая 1943 года она вышла из Куре с контейнером «Унпото» на кормовой палубе, сделала остановку в Осако, затем продолжила путь в Саэки, где находилась в ночь с 8 на 9 мая 1943 года. 9 мая лодка покинула Саэки с «Унпото» на буксире, направляясь в Трук, куда она прибыла 14 мая 1943 года. В Труке лодка была проинспектирована главнокомандующим 6-м флотом вице-адмирал Терухиса Комацу. 15 мая было выгружено доставленное лодкой продовольствие и осуществлён ремонт контейнера «Унпото». В тот же день её направили во флот Юго-Восточного района. 16 мая I-38 с контейнером на буксире вышла из Трука в Рабаул, куда прибыла 18 мая.

### Новогвинейская кампания, май — июнь 1943 г.
В Рабауле I-38 была поставлена задача снабжения японских войск, сражающихся в Новой Гвинее. Там она оставила контейнер Unpoto и передала часть своего провианта на базу подводных лодок Chōgei, а её командир поднялся на борт Chōgei, чтобы получить инструктаж по операциям снабжения от командира 7-й эскадры подводных лодок. 19 мая лодка провела демонстрацию Унпото под наблюдением главнокомандующего Юго-восточным флотом вице-адмирала Дзинъити Кусака и командующего восьмой районной армией генерала Хитоси Имамура. Затем она передала на Chōgei всё оставшееся в кормовом отсеке продовольствие и все кроме четырёх торпед.
21 мая 1943 года I-38 отправилась из Рабаула в свой первый рейс снабжения в Лаэ на побережье Новой Гвинеи, перевозя 12 морских офицеров в качестве пассажиров и 48,6 тонны боеприпасов и продовольствия. Прибыв в Лаэ 23 мая, она выгрузила пассажиров и груз, погрузила на борт 17 больных и раненых солдат Императорской японской армии и отправилась обратно в Рабаул. Вскоре после того, как она покинула Лаэ, торпедный катер ВМС США заметил её и выпустил по ней шесть торпед, но все они прошли мимо. 25 мая 1943 года I-38 вернулась в Рабаул.
27 мая 1943 года I-38 вышла из Рабаула во второй рейс снабжения, имея на борту 29 человек изподраздления специального назначения и 48,6 тонны продовольствия и медикаментов. Когда она подошла к Лаэ 28 мая, её наблюдатели заметили катер ВМС США, и она была вынуждена погрузиться. Той ночью она высадила пассажиров и груз, взяла на борт шесть солдат и направилась обратно в Рабаул, куда прибыла 31 мая 1943 года. 2 июня, приняв на борт груз с «Гошу Мару», она вышла из Рабаула в третий рейс снабжения. 4 июня она в районе Лаэ передала груз на десантный типа класса Daihatsu, взяла на борт генерала Имамуру и трех членов его штаба чтобы доставить их в штаб Восьмой районной армии в Рабауле. 6 июня 1943 года лодка прибыла в Рабаул.
В Рабауле I-38 приняла груз с Taisei Maru, на её кормовой палубе был установлен контейнер Unpoto. 9 июня 1943 года она вышла из Рабаула, 11 июня оставила часть груза в Саламауа, затем проследовала в Лаэ, где 12 июня она выгрузила остаток груза и включая контейнер Unpoto, на котором впервые были успешно доставлены артиллерийские орудия. Лодка взяла на борт шестерых солдат отправилась обратно в Рабаул. Вскоре после отплытия самолет союзников сбросил на неё три бомбы, заставив аварийно погрузиться. Ей удалось избежать повреждений, однако около полуночи другой самолёт союзников заставил аварийно погрузиться ещё раз. 13 июня 1943 года лодка благополучно прибыла в Рабаул.
15 июня 1943 года в Рабауле I-38 заправилась топливом с танкера Naruto, 17 июня получила с Тайсей Мару новый контейнер Unpoto и 19 июня начала свой пятый рейс снабжения 19 июня, покинув Рабаул с 48,5 тоннами провизии на борту. 21 июня она разгрузилась в Лаэ и вернулась в Рабаул 23 июня 1943 года. 24 июня лодка получила с Тайсей Мару очередной контейнер Unpoto, 25 июня провела ремонтные работы и перекраску верхней палубы и 26 июня 1943 года отправилась в свой шестой рейс снабжения, прибыв в Лаэ после наступления темноты 28 июня. Разгрузившись и взяв борт 15 солдат лодка отправились в Рабаул, куда она прибыла 30 июня 1943 года.

### Первое боевое патрулирование
1 июля 1943 года лодка приняла на борт припасы с базы подводных лодок Chōgei и 2 июля покинула Рабаул, получив приказ атаковать корабли союзников на Соломоновых островах и провести разведку залива Кула. 4 июля лодка прибыла в район патрулирования, 5 июля заметила два транспорта союзников, но не смогла их атаковать. 6 июля она выпустила торпеду по эсминцу ВМС США, но промахнулась.
7 июля 1943 года, когда I-38 находилась в темноте на поверхности в проливе Нью-Джорджия, корабль союзников, вероятно, эсминец USS «Waller» в точке08°00′ ю. ш. 158°05′ в. д. внезапно атаковал её, открыв огонь из пушек и пулеметов. Лодка совершила экстренное погружение, м была атакована глубинными бомбами. Погрузившись на глубину 80 м, лодка через 90 минут и разорвала контакт с кораблем.
С 8 по 10 июля I-38 провела разведку залива Кула и получила приказ вернуться в Рабаул, чтобы возобновить операции снабжения. Во время перехода в Рабаул 11 июля 1943 года самолёты союзников неоднократно атаковали её, вынуждая каждый раз совершать аварийные погружения. 12 июля 1943 года лодка благополучно прибыла в Рабаул.

### Новогвинейская кампания июль — август 1943 г.
17 июля 1943 года I-38 вышла в свой седьмой рейс снабжения Новой Гвинеи из Рабаула, зайдя в Лаэ 19 июля и благополучно вернувшись в Рабаул 21 июля, несмотря на частые атаки бомбардировщиков союзников во время обратного перехода. 23 июля она получила новый контейнер Unpoto с грузом и с 24 по 28 июля 1943 года совершила свой следующий рейс, разгрузившись в Лаэ 26 июля. Во время своего девятого рейса с 30 июля по 3 августа 1943 года, она потеряла пять или шесть бочек с припасами, но 2 августа 1943 года успешно разгрузилась в Лаэ. В десятом рейсе она вышла из Рабаула 6 августа 1943 года, 8 августа разгрузилась в Лаэ, 9 августа на обратном переходе была замечена самолётами союзников и аварийно погрузилась, 10 августа 1943 года благополучно вернулась в Рабаул.

### Новая Гвинея и Соломоновы Острова
12 августа 1943 года I-38 приняла на борт груз с Нагоя Мару и 14 августа вышла из Рабаула в одиннадцатый рейс снабжения на Соломоновы острова. В этот день, пройдя не более 100 морских миль, она подверглась бомбовой и пулемётной атаке с самолётов союзников. 15 августа шесть самолётов союзников атаковали её в темноте и забросали глубинными бомбами. Тем не менее, 17 августа она доставила свой груз в Коломбангару. Во время обратного рейса в Рабаул 19 августа её наблюдатели обнаружили шесть американских бомбардировщиков B-24 Liberator. Лодка совершила аварийное погружение и 20 августа 1943 года благополучно вернулась в Рабаул.
26 августа 1943 года I-38 получила новый контейнер Unpoto с Toyo Maru. Свой 12-й рейс снабжения она совершила в Новую Гвинею, выйдя из Рабаула 28 августа и прибыв в Лаэ 30 августа, а затем направилась обратно в Рабаул. По пути 1 сентября 1943 года ей пришлось совершить несколько аварийных погружений, когда её обнаруживали самолёты союзников, но в тот же день она без повреждений достигла Рабаула.
2 сентября лодка получила ещё один новый Унпото с Тойо Мару и 7 сентября отправилась в свой второй рейс в Коломбангару. При входе в залив Коломбангара она была атакована самолётами союзников, но избежала попаданий. Вместо того, чтобы разгрузиться Коломбангаре, она отправилась на остров Шортленд, где 12 сентября 1943 года разгрузилась и отправилась обратно в Рабаул. Всего через 30 минут после начала обратного перехода её наблюдатели заметили самолёт союзников, и она совершила аварийное погружение. В 23:00 она была на поверхности и снова атакована самолётом союзников, который для скрытности приблизился к ней с выключенными двигателями. Самолёт сбросил три бомбы, но не добился попаданий. 13 сентября 1943 года I-38 вернулась в Рабаул.

### Новогвинейская кампания, сентябрь — декабрь 1943 г.
I-38 снова сосредоточилась на снабжении войск в Новой Гвинее. 17 сентября 1943 года она приняла на борт груз провизии от Toyo Maru, и вместе с командиром 15-й дивизии подводных лодок отправилась в 14-й рейс для доставки припасов в Финшхафен на полуострове Хуон. Лодка прибыла в Финшхафена 22 сентября, но не смогла связаться с гарнизоном Императорской японской армии на берегу и вернулся в море. 23 сентября она снова подошла к Финшхафену после наступления темноты и снова не смогла связаться с солдатами на берегу, а позже той же ночью обнаружила конвой союзников, но не смогла атаковать его из-за груза, который у неё все ещё был на борту. 24 сентября она предприняла третью и последнюю попытку связаться с японскими войсками на берегу, и когда это тоже не удалось, получила приказ патрулировать этот район до 27 сентября, а затем доставить свой груз в Сарми, Новая Гвинея. Выгрузив половину своего груза в Сарми 27 сентября, она вернулась в Рабаул 28 сентября 1943 года.
3 октября 1943 года I-38 начала свой 15-й рейс снабжения, выйдя из Рабаула в Сарми. Во время выгрузки в Сарми 5 октября самолёт союзников атаковал её, вынудив погрузиться, оставив две трети груза на палубе. Вскоре она всплыла, завершила разгрузку и отправилась в обратный путь в Рабаул, куда прибыла 8 октября 1943 года.
10 октября 1943 года, находясь в Рабауле, I-38 начала испытания контейнера снабжения Ункато грузовместимостью 377 тонн. 12 октября 1943 года Пятые воздушные силы сухопутных войск США и Королевские военно-воздушные силы Австралии объединились для организации крупнейшего на тот момент авиаудара союзников в Тихоокеанской войне, когда 349 самолётов, базировавшихся в Новой Гвинее и Австралии, нанесли удары по японским аэродромам вокруг Рабаула и судам в гавани Симпсона в Рабауле. I-38 вместес I-36, I-176, I-177, RO-105 и RO-108 находились в гавани и вынуждены были погрузиться. 13 октября 1943 года I-38 завершил свои неудачные испытания Unkato.
15 октября 1943 года I-38 вышла из Рабаула в 16-й рейс снабжения. 16 октября она прибыла в Сарми, но вынуждена была приостановить операции по разгрузке, когда обрушилась сильная гроза. Катер ВМС США атаковал её, заставил погрузиться и сбросил четыре глубинные бомбы. 17 октября после наступления темноты I-38 вернулась в Сарми и сумела разгрузить 80 процентов своего груза в два Daihatsu, а затем отправилась обратно в Рабаул. 18 октября на подходе к Рабаулу она четырежды была вынуждена погрузиться, заметив самолёт союзников, однако в тот же день благополучно добралась до Рабаула. В Рабауле 20 и 21 октября 1943 года она снова провела испытания контейнеров для снабжения Unkato.
Утром 24 октября 1943 года I-38 вышла из Рабаула в 17-й рейс снабжения. Около 09:15 она экстренно погрузилась, когда её наблюдатели заметили самолёт союзников. 25 октября лодка доставила свой груз в Сарми и снова вынуждена была совершить аварийное погружение из-за самолёта союзников на обратном рейсе в Рабаул, куда она прибыла 26 октября 1943 года. Во время своего 18-го рейса снабжения она покинула Рабаул 29 октября 1943 года, экстренно погрузившись по пути, когда 31 октября заметила приближающуюся группу самолётов союзников. В тот же день она прибыла в Сио, Новая Гвинея, и направилась обратно в Рабаул, куда прибыла в 13:00 2 ноября 1943 года. В тот же день 145 самолётов пятой воздушной армии США атаковали аэродромы и гавань Рабаула в поддержку десанта, который высадился накануне на мысе Торокина, положив начало кампании на Бугенвиле. I-38 совершила в гавани экстренное погружение, чтобы избежать атаки, и после всплытия использовала своё 140-мм палубное орудие, чтобы добить поврежденный корабль в гавани Симпсон.
4 ноября 1943 года I-38 приняла груз и 5 ноября отправилась в свой 19-й рейс снабжения, буксируя контейнер снабжения Unkato. В тот день её атаковали самолёты союзников, вынудив её погрузиться в воду и оставить «Ункато» в море. Вечером 7 ноября она разгрузилась в Сио, взяла на борт раненых и больных солдат и двинулась обратно в Рабаул. 9 ноября 1943 года во время обратного рейса она дважды обнаруживала разведывательный самолёт союзников и дважды погружалась под воду, но в тот же день благополучно прибыла в Рабаул. 16-17 ноября 1943 года она провела дополнительные буксирные испытания Unkato у Рабаула. 18 ноября 1943 года она отплыла в свой 20-й рейс снабжения, 19 ноября она была атакована катером ВМС США, который вынудил её совершить аварийное погружение, и атаковал четырьмя глубинными бомбами. Выйдя из боя невредимой, лодка разгрузилась в Сарми и тем же вечером 20 ноября 1943 года прибыла в Рабаул. До конца ноября 1943 года она совершила ещё один рейс, покинув Рабаул 23 ноября, доставив свой груз в Сио 25 ноября и пережив столкновение с бомбардировщиком союзников. 26 ноября она легла на обратный курс и вернулась в Рабаул 27 ноября 1943 года.
Между 1 и 7 декабря 1943 года, I-38 провел дополнительные тренировки по буксированию Unkato и скоростные испытания. 7 декабря 1943 года она вышла их Рабаула в 22-й рейс снабжения с Unpoto на буксире, 9 декабря в Сарми разгрузилась и передала Unpoto на Daihatsu, а 11 декабря она вернулась Рабаул, где 18 и 19 декабря она проводила буксирные испытания Unkato. 19 декабря 1943 года она, буксируя Unkato, вышла из Рабаула в свой 23-й и последний рейс снабжения. Выделенная из состава Юго-восточных подводных сил, она доставила свой груз и «Ункато» в Сио 21 декабря, а затем вернулась в Рабаул 24 декабря 1943 года. Всего за 23 рейса она доставила 753 тонны грузов на Новую Гвинею, Коломбангару и остров Шортленд, а в марте 1944 года главнокомандующий Объединенным флотом адмирал Минейчи Кога наградил командира I-38 за да достижения по снабжению войск.
26 декабря 1943 года I-38 покинула Рабаул и взял курс на Трук, куда прибыл 29 декабря. В 15:00 30 декабря 1943 года он отбыл в Японию. К 1 января 1944 года, будучи в составе 15-й дивизиона подводных лодок 1-й подводной эскадры, вместе с подводными лодками I-32, I-35, I-36 и I-41, I-38 7 января 1944 года прибыл в Куре для ремонта и переоборудования.

### Второе боевое партрулирование
Пока I-38 находилась в Куре, 1-я эскадра подводных лодок была расформирована, а 15 января 1944 года 15-й дивизион подводных лодок — И-32, И-35, И-36, И-38 и И-41 — был напрямую подчинён 6-му флоту. 14 марта 1944 года после завершения переоборудования I-38 вышла из Куре, 19 марта 1944 года охотник за подводными лодками Ch-20 и вспомогательный охотник Фуйо Мару сопроводили её в лагуну Трук. Она оставалась в Труке до 30 марта 1944 года, а затем вышла на второе боевое патрулирование в район Палау. 4 апреля 1944 года она получила приказ забрать штаб 9-го флота в Веваке и доставить его в Голландию, Новая Гвинея. 8 апреля она приняла первую группу сотрудников 9-го флота и 10 апреля высадила их в Голландии, затем 12 апреля взяла на борт оставшуюся часть персонала и высадила их в Голландии 14 апреля. С 19 по 20 апреля 1944 года находилась в Труке, затем проследовала в Куре, куда прибыла 27 апреля 1944 года.

### ОперацияТацумаки
В апреле 1944 года подводные лодки I-38, I-36, I-41 и I-44, а также вспомогательная база подводных лодок Tsukushi Maru начали подготовку во внутреннем море Сето у побережья Насакедзимы для операции Tatsumaki («Торнадо»), во время которой подводные лодки использовались для перевозки из Куре в Маджуро на Маршалловых островах модифицированных гусеничных амфибийных десантных кораблей Type 4 Ка-Тсу, каждая из которых была вооружена двумя 450-мм торпедами. После того, как амфибии оказывались на берегу, они должны были по суше пересечь острова атолла, выйти в лагуну и торпедами атаковать корабли союзников на якорной стоянке Маджуро. В конце мая 1944 года операция «Тацумаки» была отложена до устранения дефектов, обнаруженных в транспортных средствах. Позже операция была полностью отменена.

### Третье боевое патрулирование
18 мая 1944 года I-38 вышел из Куре с гидросамолётом Йокосука E14Y1 на борту (по терминологии союзников — «Глен») и приступил к своему третьему боевому патрулированию в Тихом океане к востоку от Маршалловых островов и использовать гидросамолет для разведки боем над Кваджалейном. После того, как лодка вышла в море, она получила приказ сменить цель разведки на Маджуро. 13 июня 1944 года главнокомандующий Объединённым флотом адмирал Соэму Тойода активировал операцию A-Go по защите Марианских островов и приказал главнокомандующему 6-м флотом вице-адмиралу Такэо Такаги перебросить все подводные лодки 6-го флота к Марианам. 15 июня 1944 года с высадки США на Сайпан началась Марианская операция. I-38 вместе с I-6, I-10, I-38, I-41, I-53 и Ro-47 получили приказ оставаться на патрулировании у Марианских островов, в то время как остальные подводные лодки 6-го флота ушли из этого района.
16 июня 1944 года I-38 был приписан к подразделению А подводных лодок, которому было поручено патрулировать Тихий океан к востоку от Марианских островов. 28 июня 1944 года она получила приказ эвакуировать штаб 6-го флота с Сайпана, но безуспешно, и 2 июля 1944 года Такаги отменил все операции по спасению своего штаба. Получив приказ 7 июля 1944 года вернуться в Японию, I-38 прибыла в Сасебо 16 июля 1944 года, чтобы пройти ремонт, который включал в себя нанесение на него антирадарного покрытия.

### Четвёртое боевое патрулирование
13 октября 1944 г. Тойода начал операцию Shō-Gō 1 для защиты Филиппинских островов.18 октября 1944 года после завершения переоборудования I-38 была назначена в группу подводных лодок B, а 19 октября 1944 года отправилась из Куре в своё четвёртое боевое патрулирование в Филиппинском море к востоку от Филиппин вместе с I-41. Битва за Лейте 23-26 октября 1944 г. началась высадкой США на Лейте 20 октября 1944 г. I-38 прибыла в район своего патрулирования к востоку от Лейте и Самара 25 октября 1944 года, когда битва была в разгаре, однако не приняла участия в сражении.
5 ноября 1944 года I-38 получила приказ провести разведку атолла Нгулу на Каролинских островах, чтобы определить, стоят ли там корабли союзников. Эта информация была необходима японцам для планирования будущих атак пилотируемых торпед кайтэн на якорные стоянки союзников. Разведка была запланирована на 11 ноября 1944 года. На пути к атоллу Нгулу лодка передала отчет о том, что 7 ноября 1944 года заметила оперативную группу союзников в Филиппинском море к востоку от Лусона. Больше I-38 на связь не выходила.

### Гибель
12 ноября 1944 г. в 20:03 эсминец USS Nicholas, который вместе с эсминцем USS Taylor сопровождал легкий крейсер USS «Сент-Луис» во время перехода от атолла Улити до Коссол-роудс в Палау, обнаружил с помощью радара находящийся в надводном положении объект к востоку от Палау на расстоянии 20 км. Nicholas приблизился и по радару открыл огонь из 127-мм орудия, однако контакт исчез, указывая на то, что это была подводная лодка. Примерно в 22:30 Николас установил гидролокационный контакт с подводной лодкой и сбросил 18 глубинных бомб. Впоследствии она контакт с подводной лодкой был потерян, но в 00:30 13 ноября 1944 г. эсминец восстановил контакт и вышел на атаку. Когда оператор её гидролокатора сообщил, что подводная лодка в последний момент резко повернула вправо, эсминец также резко повернул в ту же сторону, включив правый двигатель на реверс. В результате манёвра он оказался над подводной лодкой и сбросил несколько глубинных бомб. Через несколько минут после взрыва последней глубинной бомбы был отмечен сильный подводный взрыв, означавший гибель японской подводной лодки. Это произошло в точке с координатами08°04′ с. ш. 138°03′ в. д. . После восхода солнца 13 ноября в этом районе были замечены обломки и человеческие останки.
I-38 не отправила плановое сообщение 6-му флоту 13 ноября 1944 г., и подводная лодка, которую «Николас» утопил ночью, вероятно, была I-38. 6 декабря 1944 года Императорский флот Японии объявил I-38 потерянной у островов Палау вместе со всеми 110 людьми на борту. 10 марта 1945 года она была исключена из списков флота.